# ヘイグ・サザーランド
ヘイグ・サザーランド（Haig Sutherland）は、カナダの俳優。

## 出演作品
- The BFG
- Ties That Bind
- Suddenly
- スリザー（トレヴァー・カーペンター）